# Monster (berg- och dalbana)
Monster, tidigare känd under projektnamnet Blue Harvest, är en berg- och dalbana i stål på nöjesfältet Gröna Lund i Stockholm som hade premiär den 2 juni 2021.
Berg- och dalbanan tillverkades av Bolliger & Mabillard och är en så kallad inverterad berg- och dalbana där åkarna hänger under rälsen. Från byggstart, vilket skedde under hösten 2017, tog bygget mer än tre år att färdigställa.